# Belleplaine
Belleplaine este un oraș din parohia Saint Andrew în Barbados.